# Національний парк Західного узбережжя
Національний парк Західного узбережжя розташований у 88 км на північ від Кейптауна в Західній Капській провінції Південної Африки. Парк був створений у 1985 році і займає 362,59 км². Парк знаходиться всередині біосферного заповідника Кейп-Вест-Кост, що є частиною програми ЮНЕСКО «Людина і біосфера». Він омивається Атлантичним океаном на заході та примикає до прибережної дорогою R27 і тягнеться від міста Ізерфонтейн на півдні до лагуни Лангебан. Парк особливо добре відомий своїми птахами та весняними квітами, які квітнуть із серпня по вересень, особливо яскраво в частині парку Квіткового заповідника Постберг. Парк разом з островами в затоці Салданья був визначений BirdLife International як важлива орнітологічна територія.

## Тваринний світ
Дика природа парку включає великих антилоп, таких як канна, червоний бубал, білолобий бубал, куду, гемсбок, стенбок, гірська зебра, дуїкер і страуси в секції Постберг. Інші менші тварини включають вухату лисицю, каракала та капського сірого мангуста.
Багато палеарктичних мігрантів зимують у лагуні протягом літа, особливо у вересні, коли птахи прилітають із північної півкулі, і в березні, коли вони збираються у великих кількостях, щоб нагодуватися перед здійсненням зворотної міграції. Найбільш звичайними видами є побережник ісландський, побережник білий, побережник малий, брижач, коловодник ставковий, побережник червоногрудий, пісочник великий, сивка морська, коловодник великий, кульон середній, кульон великий та грицик малий. Часто можна побачити великих фламінго та великих білих пеліканів.

## Флора
Хоча тисячі мігруючих птахів є важливою частиною збереження в парку, квіти є головною визначною його пам’яткою. Парк складається з різноманітних середовищ існування — головні, з яких фінбош і лагуни, — які пояснюють різноманітність флори та фауни в парку. У серпні та вересні в Національному парку Західного узбережжя з’являється велика кількість однорічних весняних квітів. У період весняного цвітіння можна побачити великі поля квітучих маргариток ( Dimorphotheca pluvialis ), ( Arctotis hirsuta ), ( Ursinia anthemoides ), маргариток Лівінгстона ( Dorotheanthus bellidiformis ) і дикого щавлю ( Oxalis pes-caprae ) разом з іншими видами квіткових рослин.
Район Постберг, де можна побачити килими весняних квітів, відкритий лише в серпні та вересні. Найпоширенішими видами квітів є Suurvy ( Carpobrotus edulis ), Elandsvy ( Carpobrotus acinaciformis ), Gousblom ( Arctotis hirsuta ), Bokbaai vygie ( Dorotheanthus bellidiformis ), біла маргаритка ( Dimorphotheca pluvialis ), Sporrie ( Heliophila coronopifolia ), Magriet ( Ursinia anthemoides ) і Soetuintjie ( Moraea fugax ).

## Фотогалерея

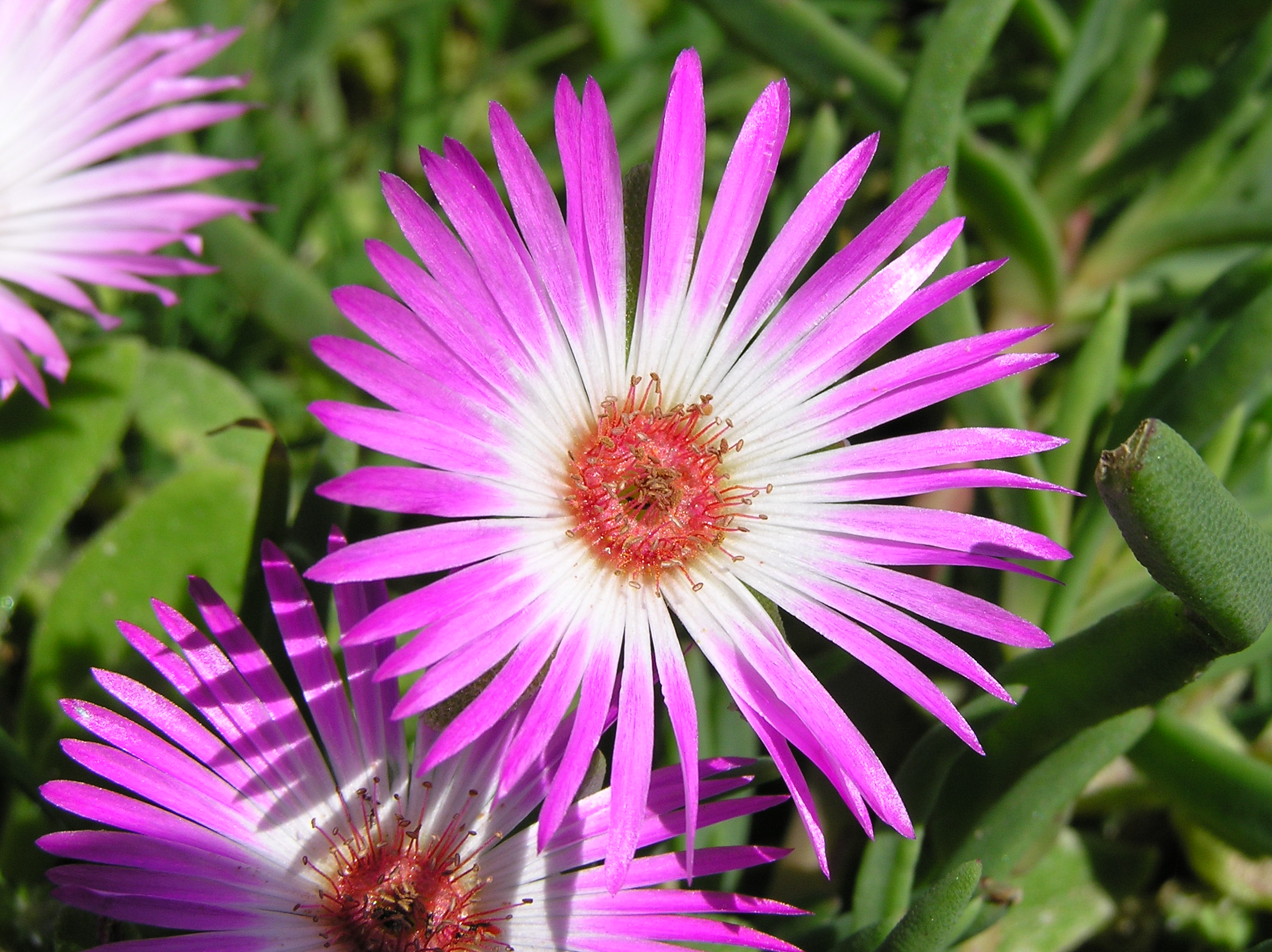
Маргаритка Лівінгстона, C. bellidiforme
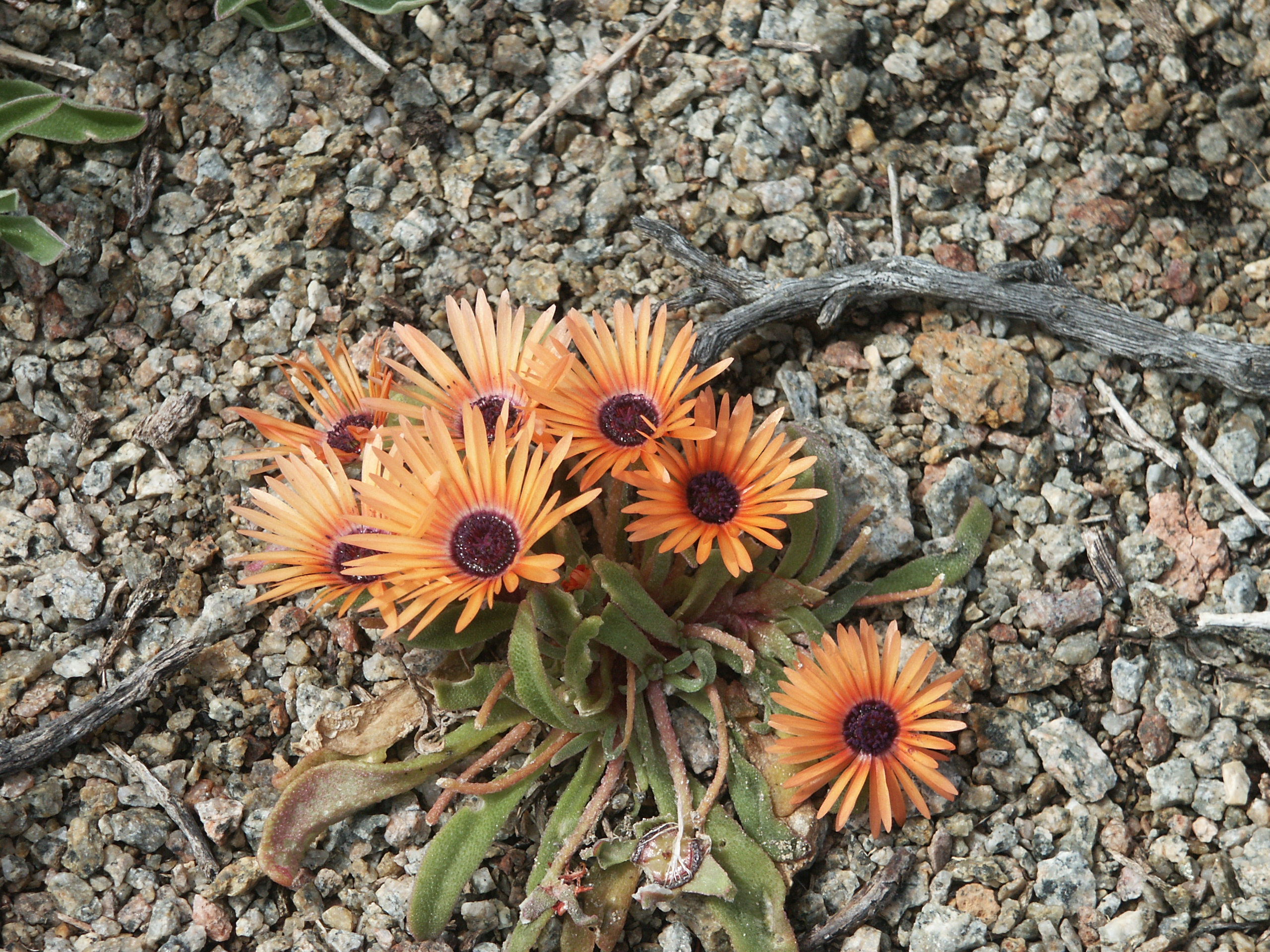
Ромашка Лівінгстон, C. bellidiforme
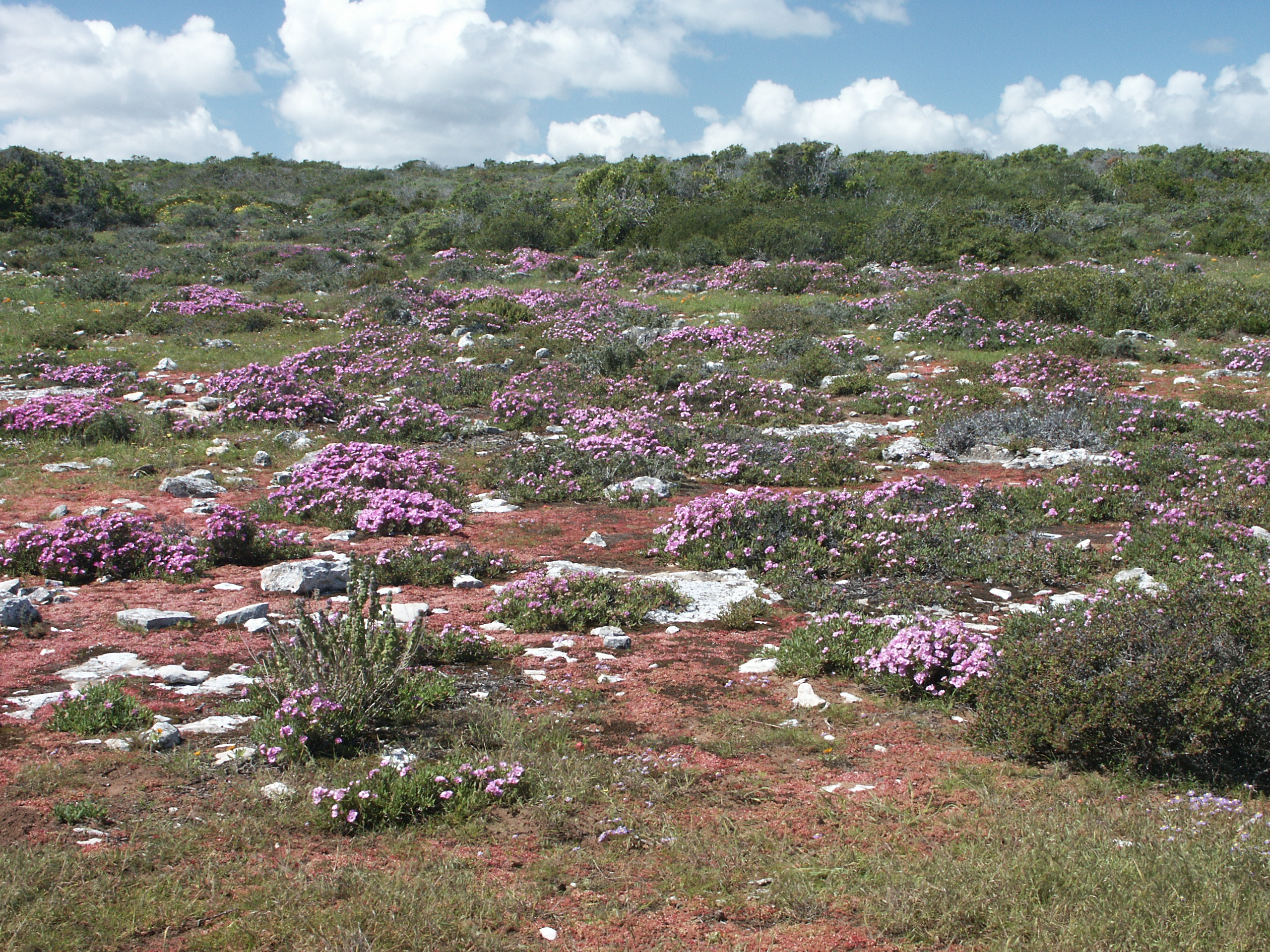
Весняні квіти в парку
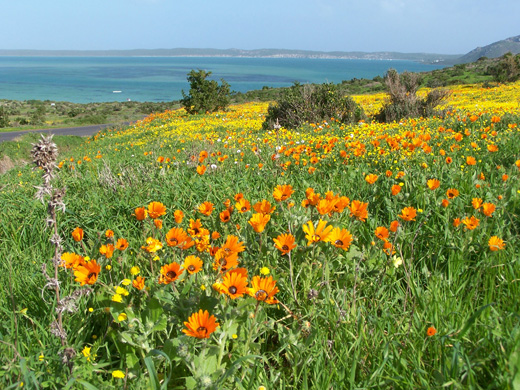
Поле квітів у парку
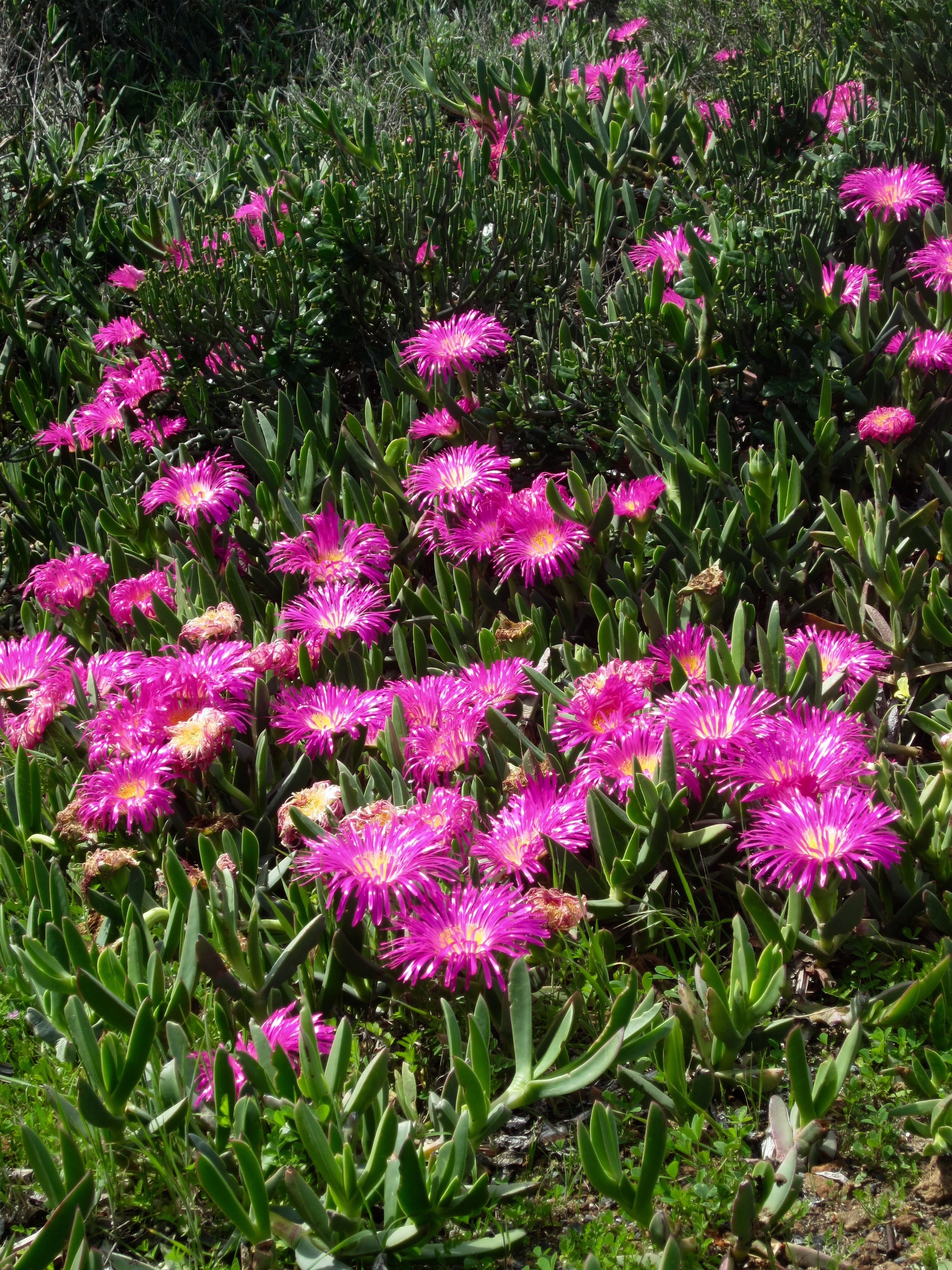
Весняні квіти в районі Postberg з серпня по вересень
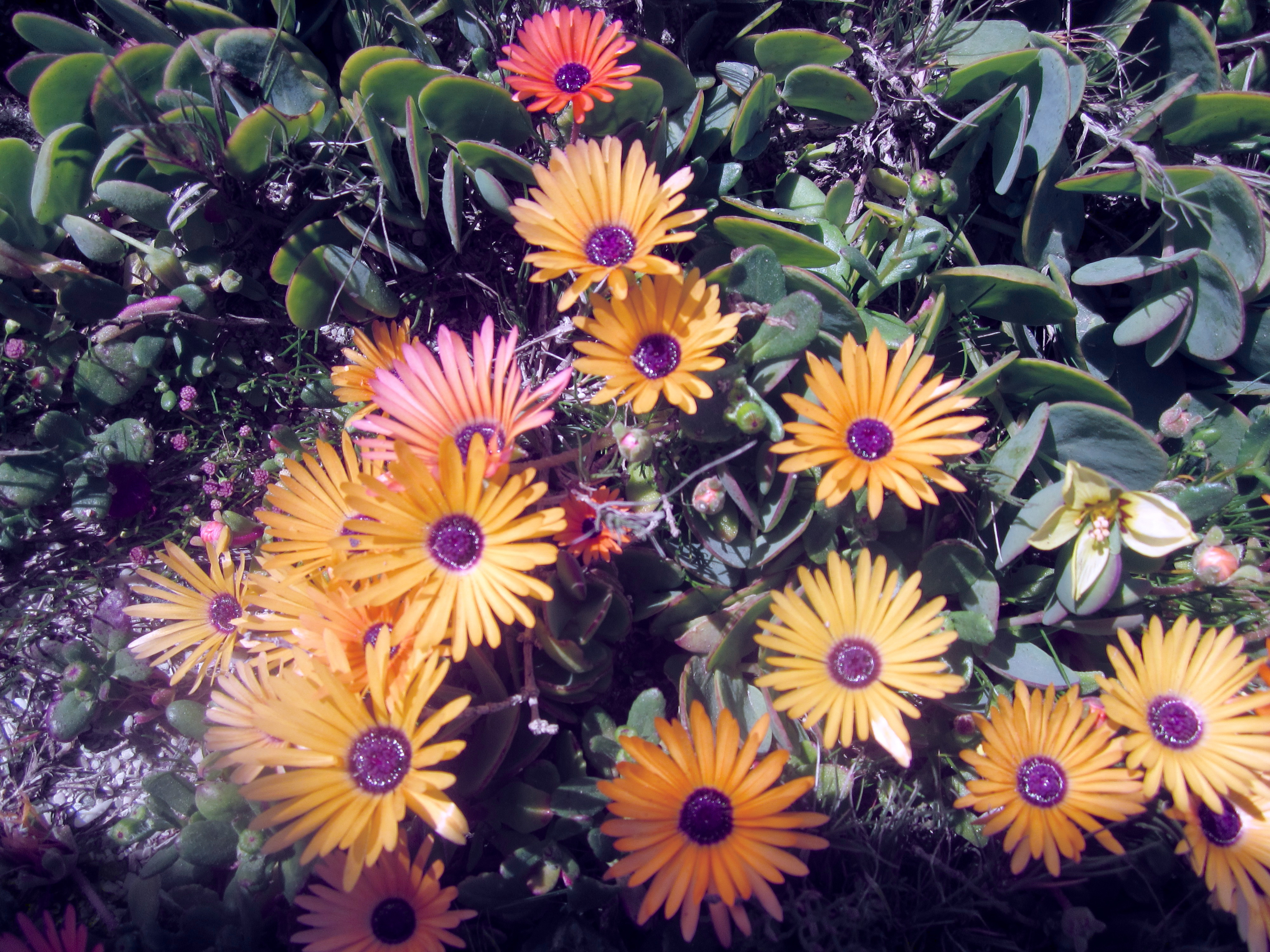
Весняні квіти в районі Postberg з серпня по вересень
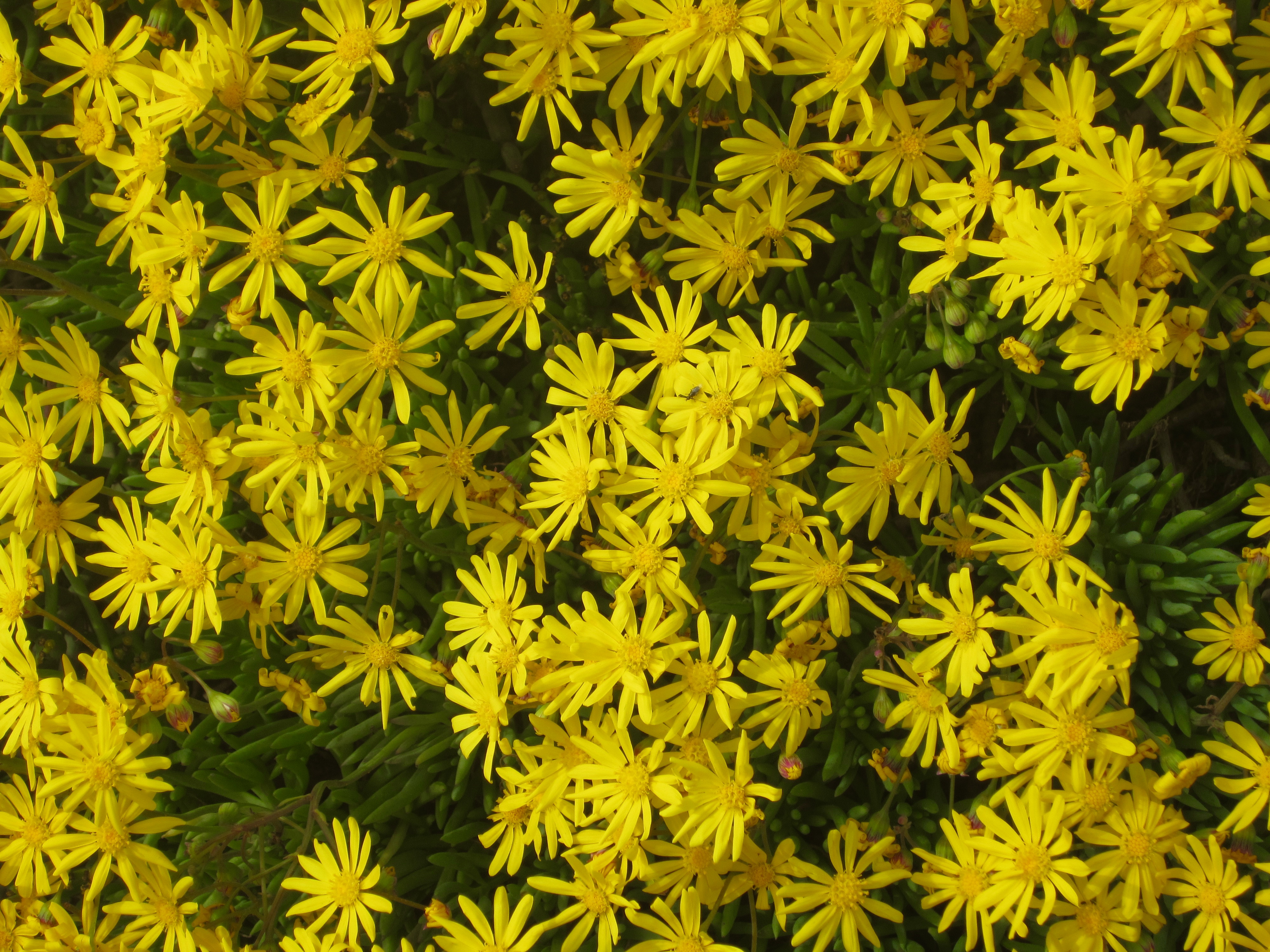
Весняні квіти в районі Postberg з серпня по вересень
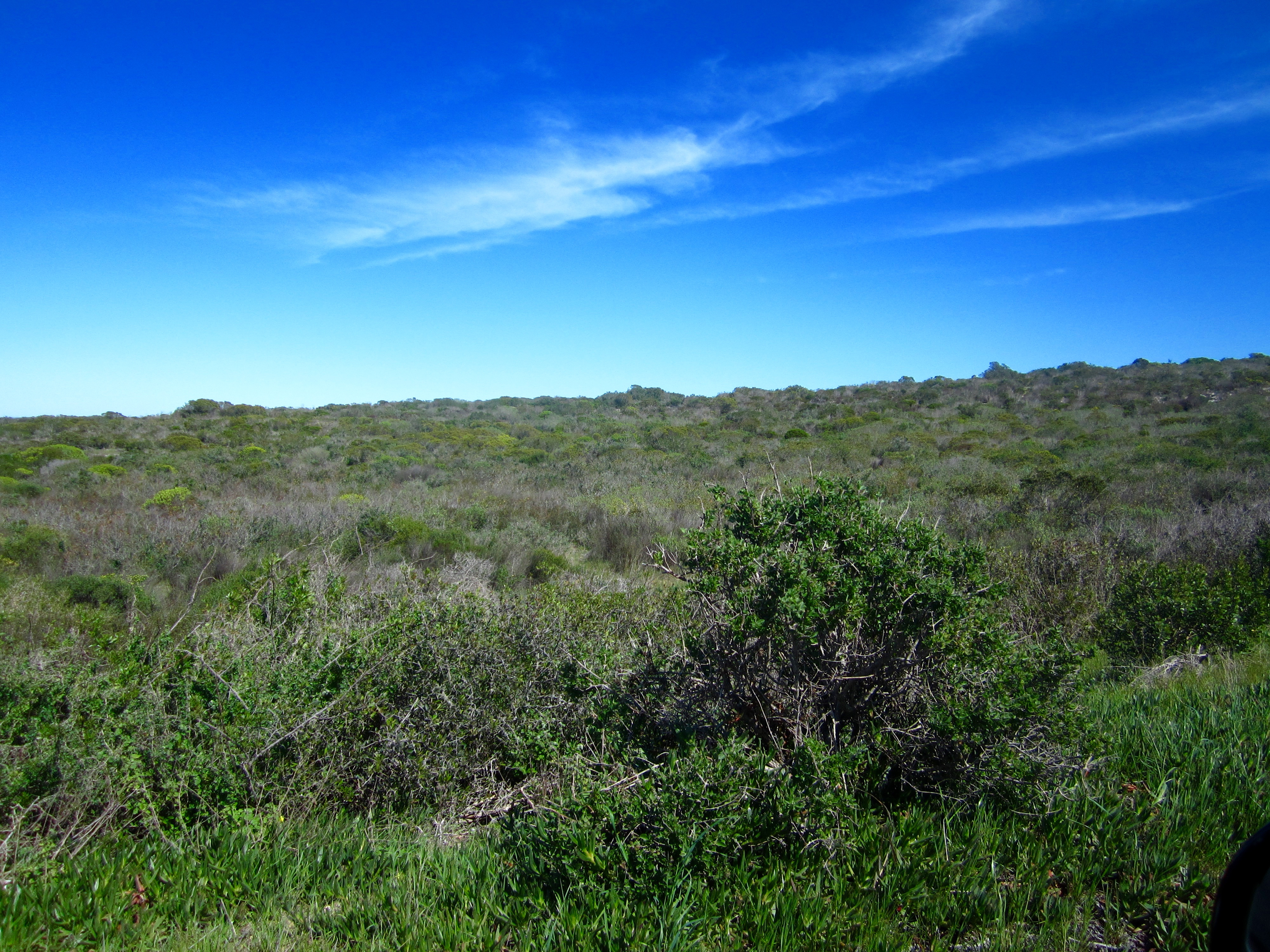
Весняні квіти в районі Postberg з серпня по вересень
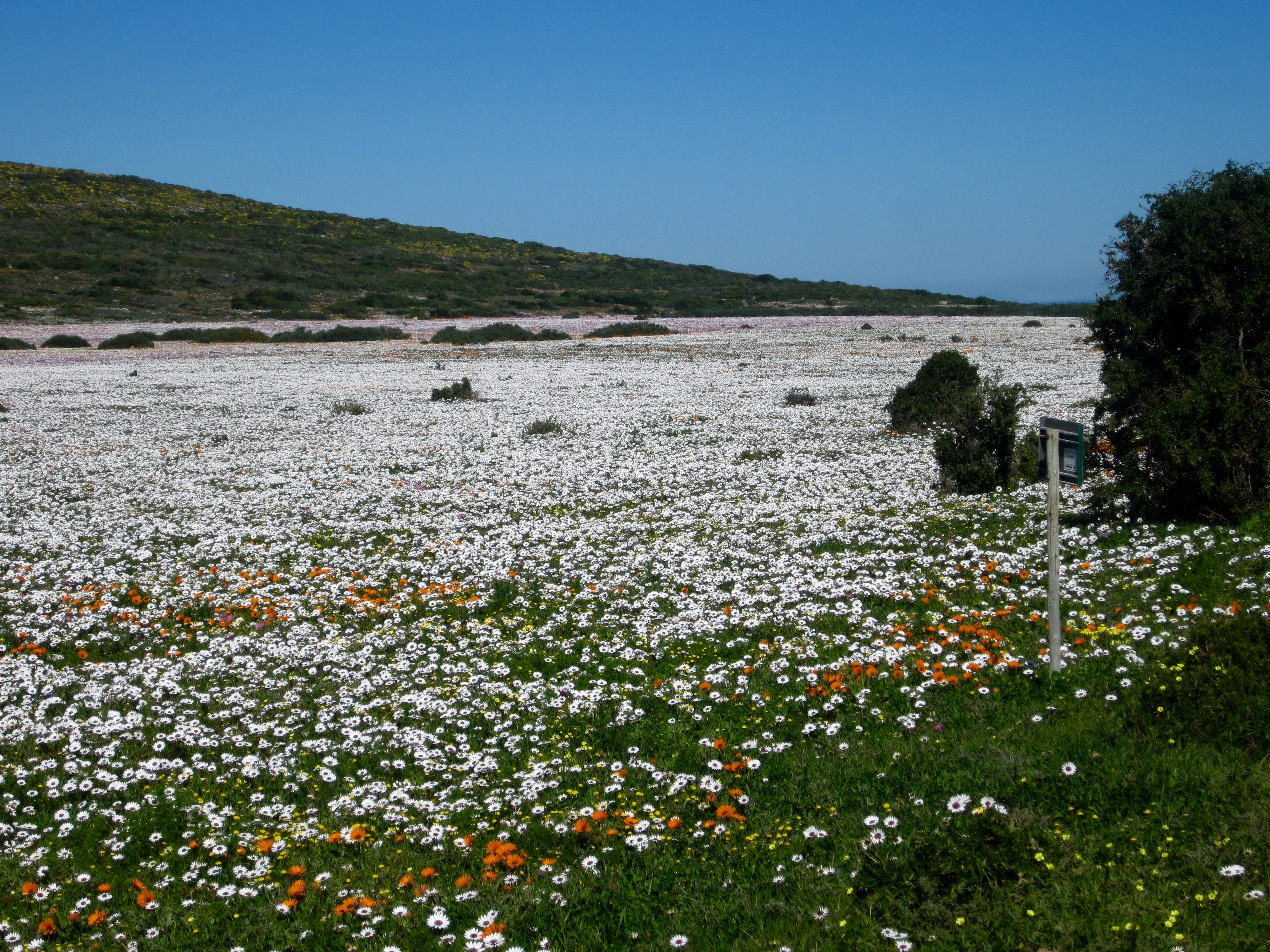
Весняні квіти в районі Postberg з серпня по вересень
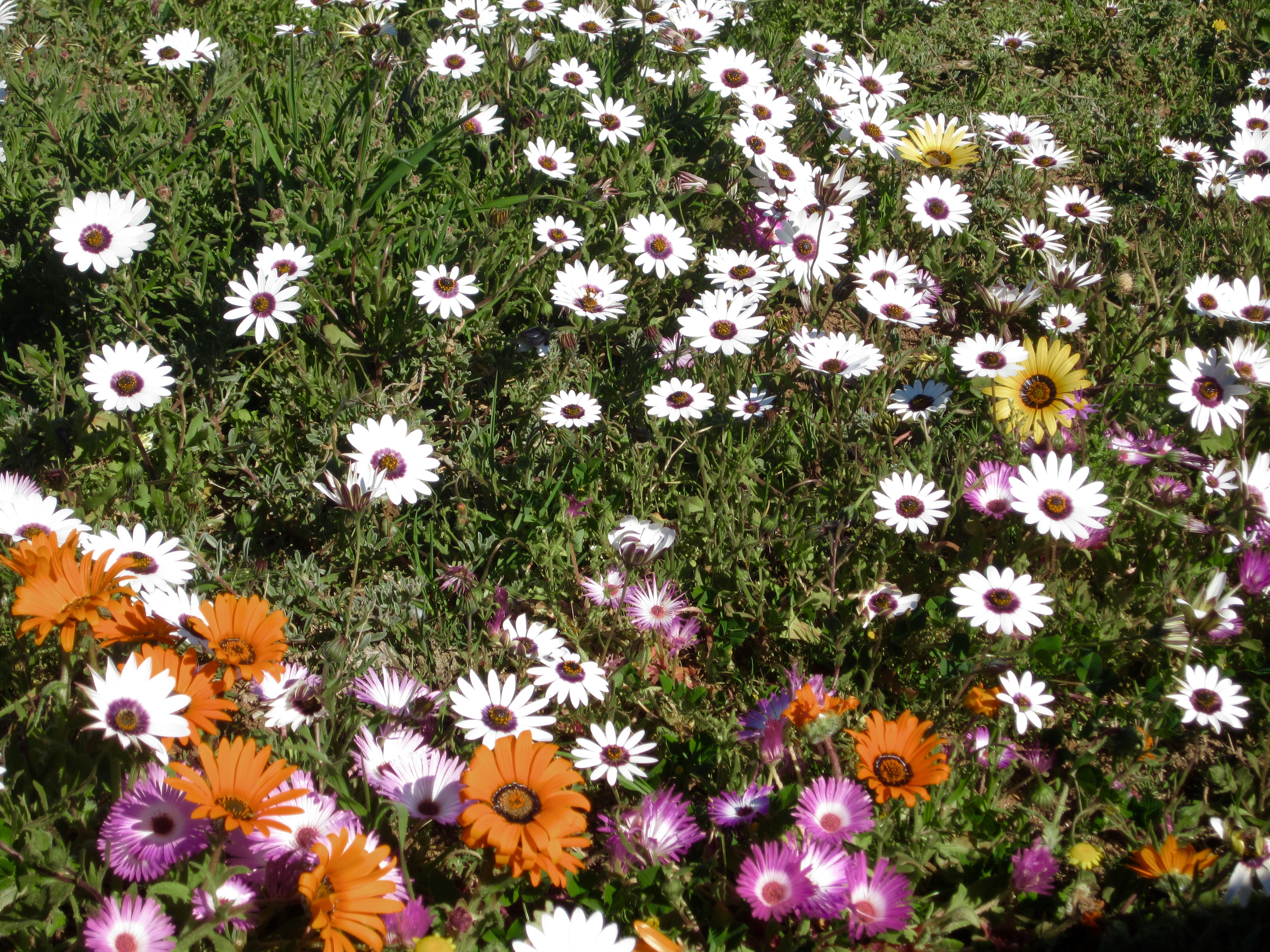
Весняні квіти в районі Postberg з серпня по вересень
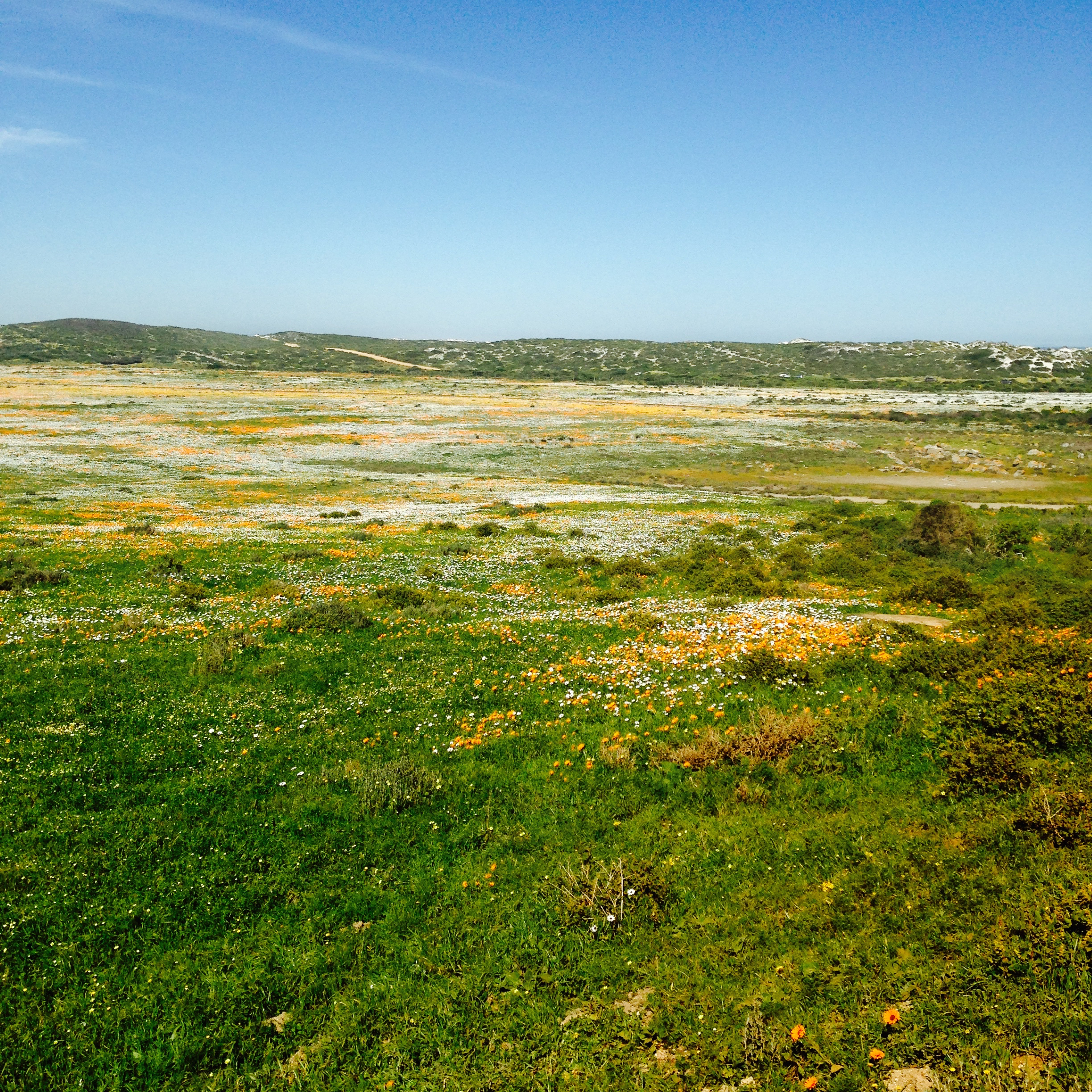
Весняні квіти в районі Postberg
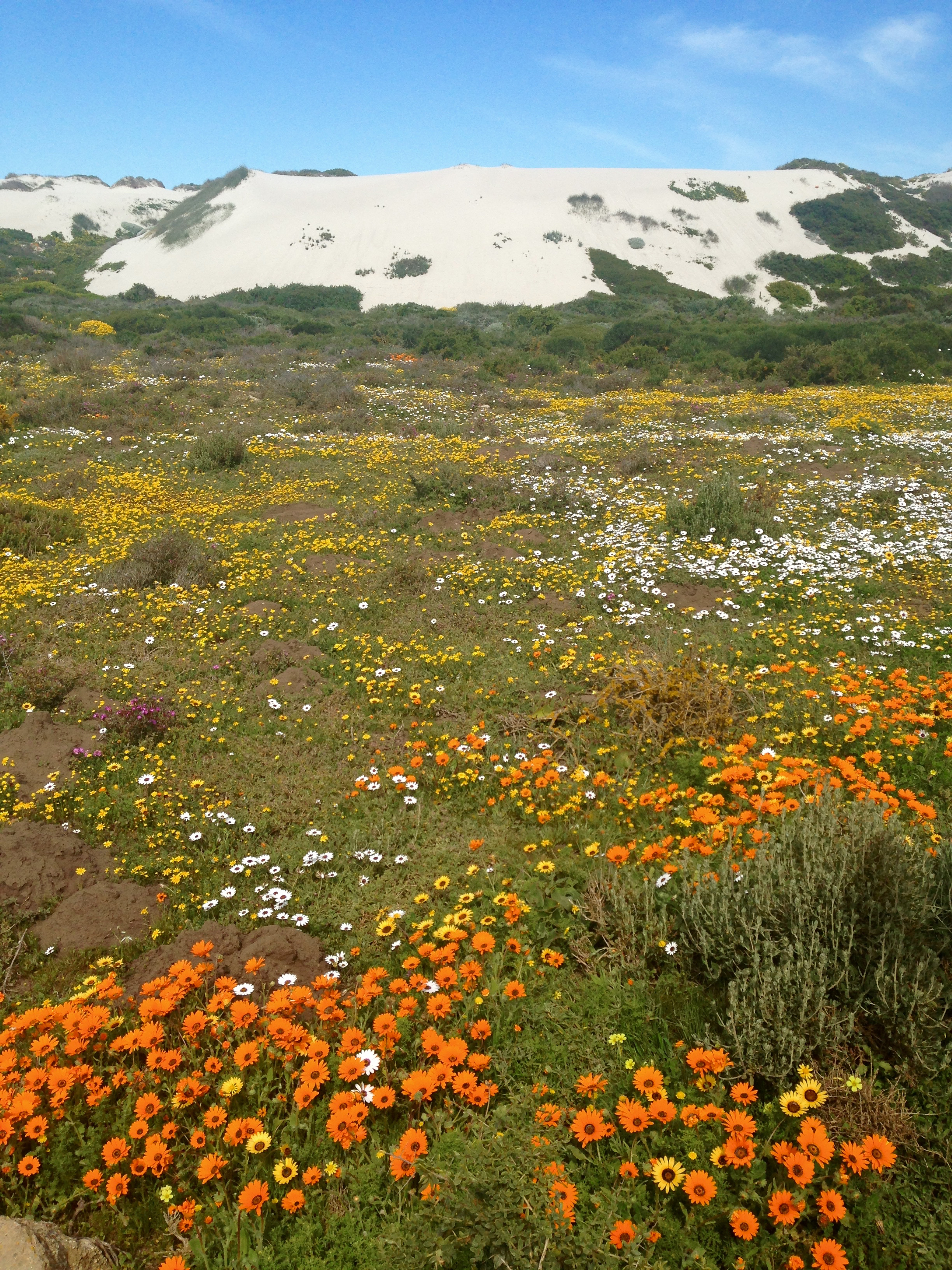
Весняні квіти в районі Postberg,
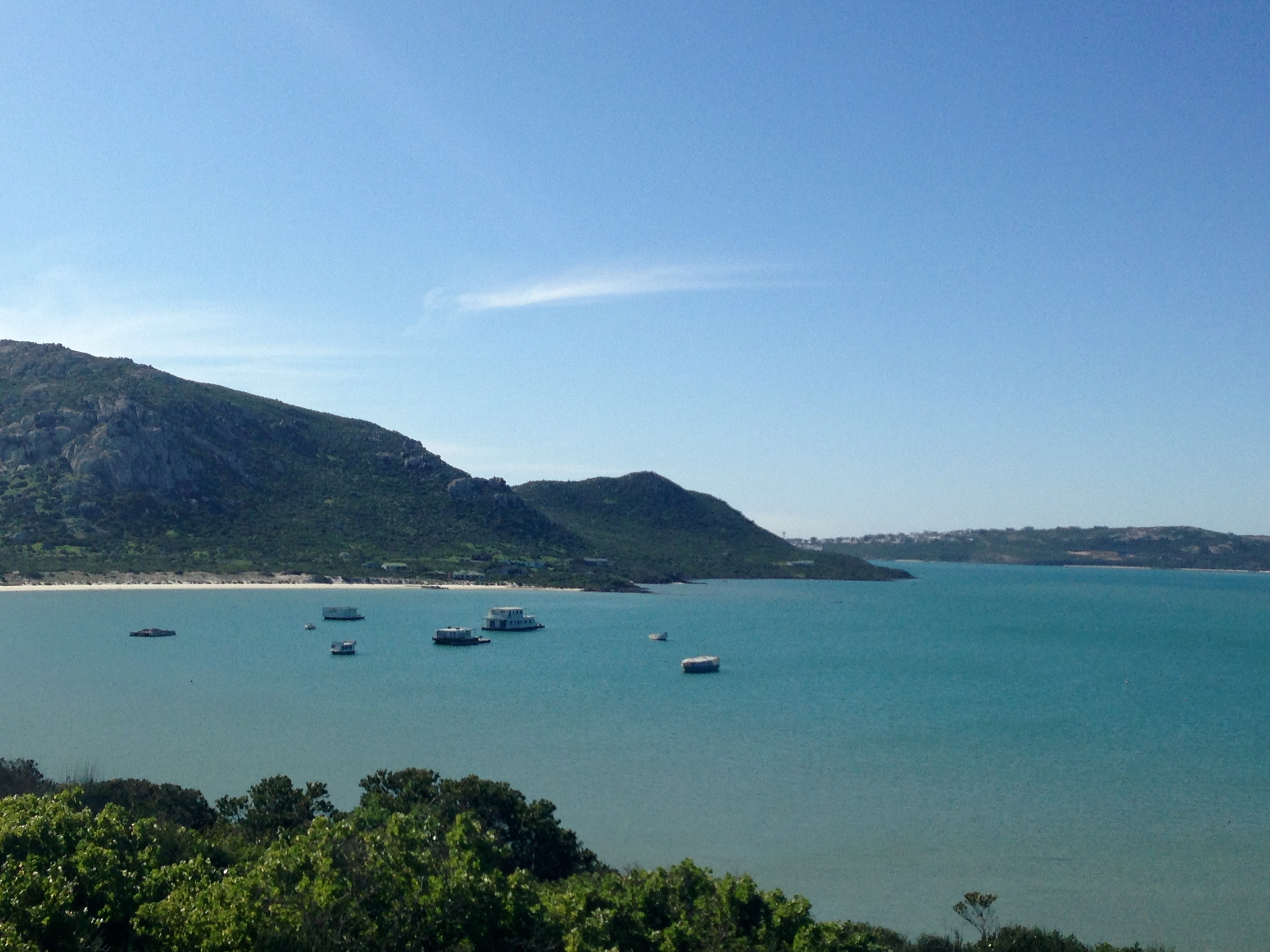
Вид на лагуну Лангебан
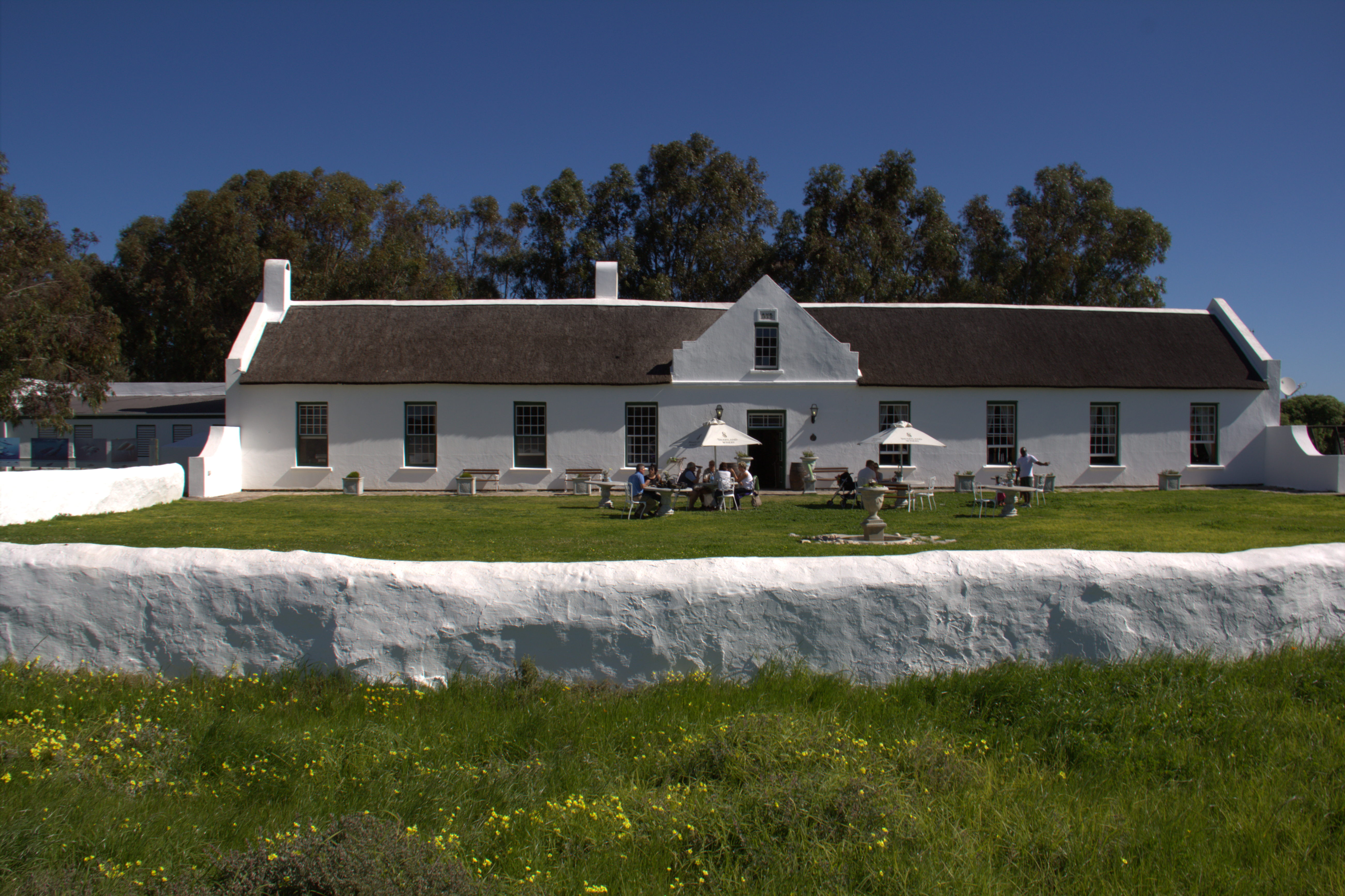
Ресторан Geelbek в Національному парку Західного узбережжя
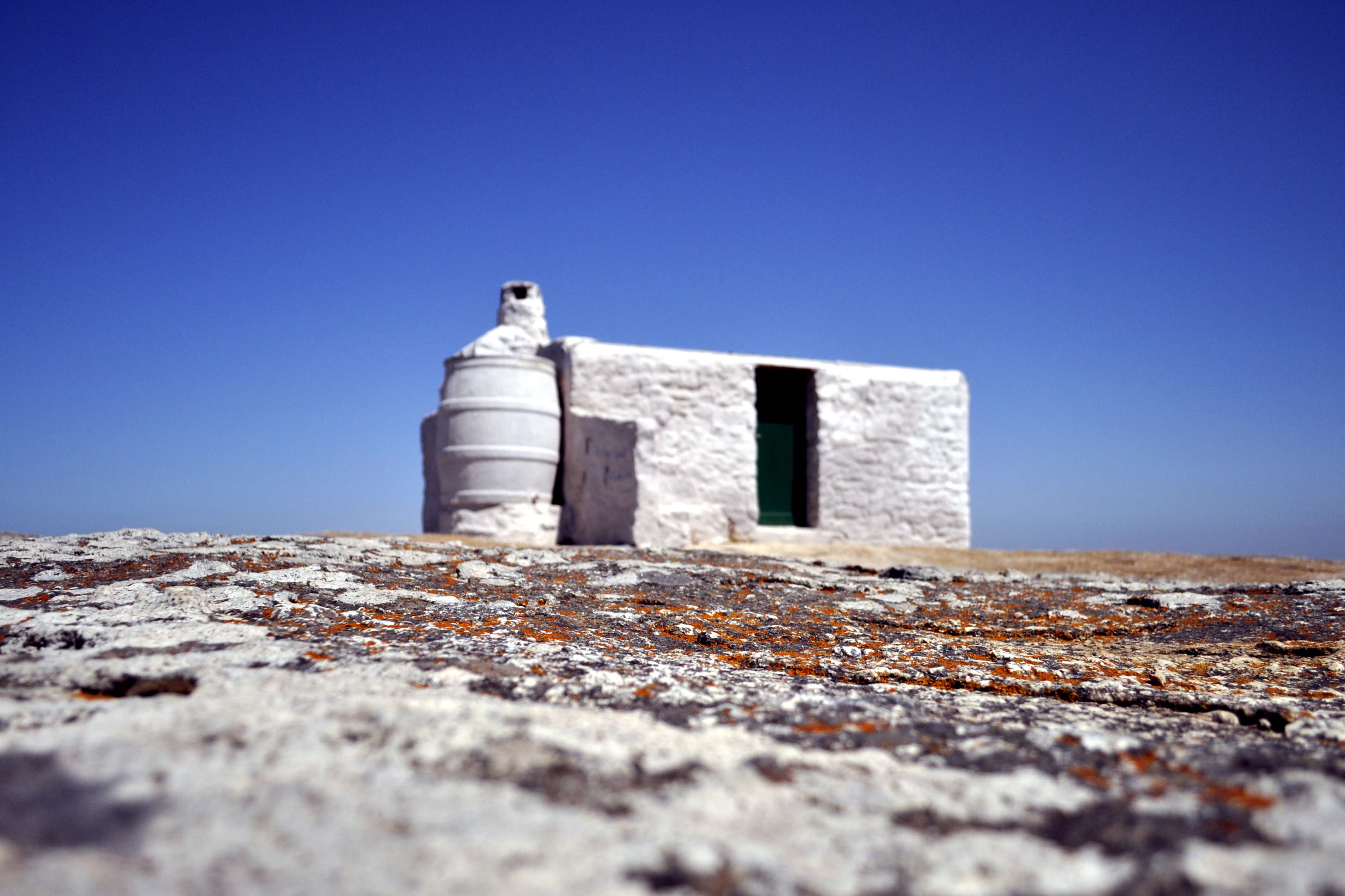
Покинута історична хатинка пастухів
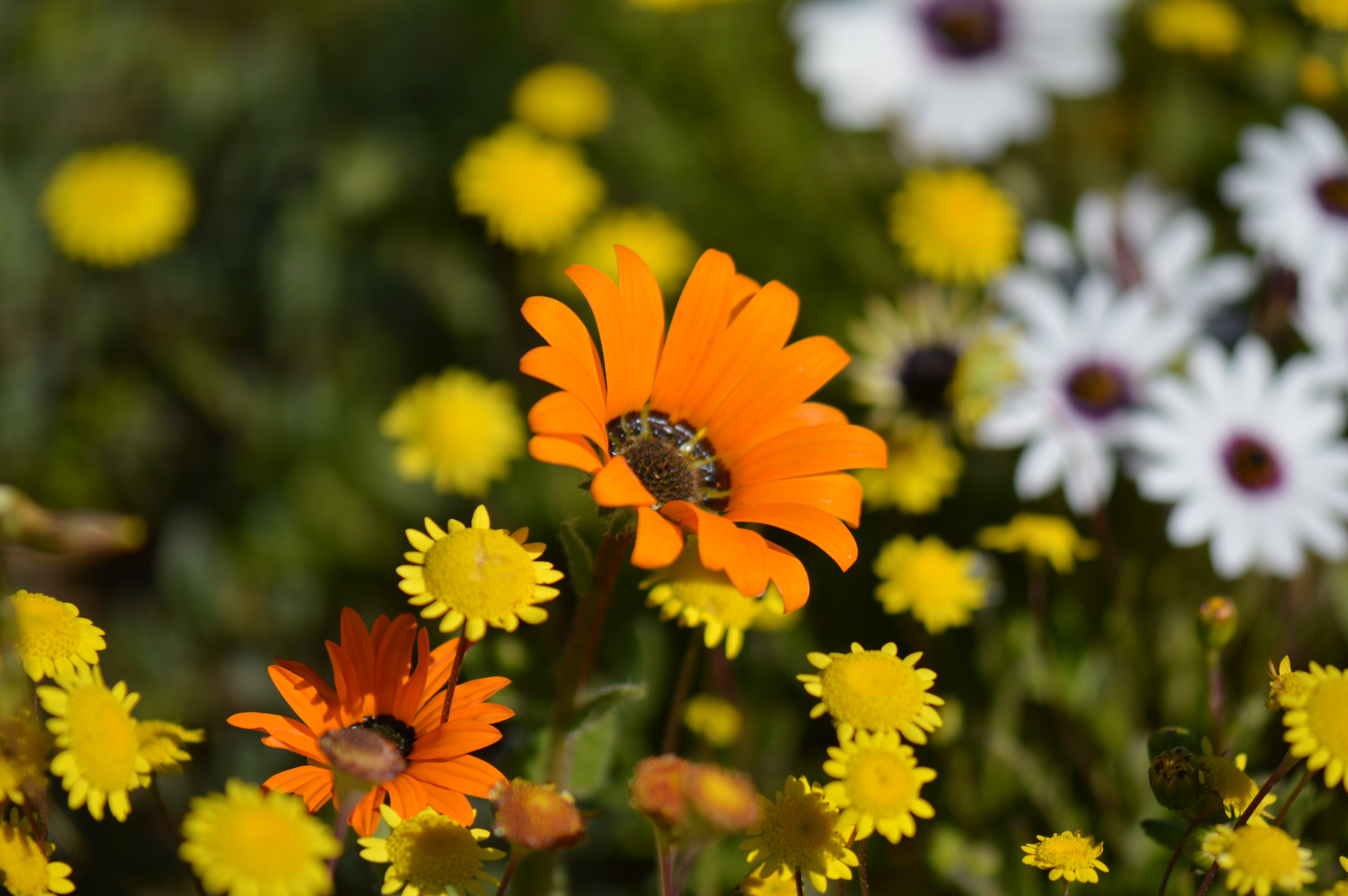
Gousblom, що цвіте поруч з меншими жовтими квітами (можливо, Cotula sericea)